# Arno Abler

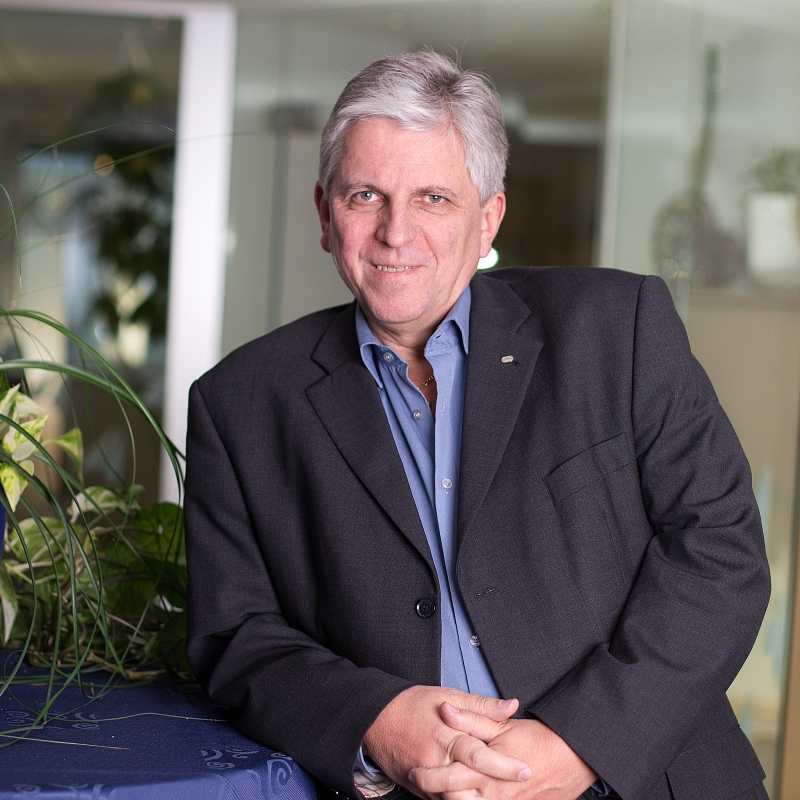
Arno Abler (2024)

Arno Abler (* 18. April 1962 in Wörgl) ist ein österreichischer Politiker (ÖVP).

## Leben
Im Zivilberuf ist Arno Abler seit 1988 selbstständiger, geprüfter und öffentlich bestellter Steuerberater und war lange Zeit geschäftsführender Gesellschafter einer eigenen Wirtschaftstreuhänderkanzlei. Er war von 2018 bis 2024 Geschäftsführer der Breitbandserviceagentur Tirol GmbH und begleitete dabei den Ausbau offener Glasfasernetze in Tirol.
1995 gründete er den ISP „Netwing Internet GmbH“ und war damit erster flächendeckender Internet-Service-Provider Tirols. Im Jahr 1997 war er Initiator der Gründung der Internet Service Providers Austria (ISPA) und leitete die Gründungsversammlung.
Arno Abler ist mit Michaela verheiratet und hat mit ihr einen Sohn, Arno Josef Abler.

## Politik
Von März 1992 bis März 1994 war er Gemeinderat für die ÖVP in Wörgl, von März 1994 bis September 1997 war er als Stadtrat für Wirtschaft und Finanzen tätig. Im September 1997 ist Arno Abler nach dem Tod seines Vorgängers Fritz Atzl vom Gemeinderat zum Bürgermeister der Stadtgemeinde Wörgl gewählt worden. Bei der nächsten ordentlichen Wahl im März 1998 sowie bei der Wahl 2004 wurde er im Amt bestätigt. Im März 2010 übergab er das Amt des Wörgler Bürgermeisters an seine Nachfolgerin Hedwig Wechner, gegen die er in einer Stichwahl verloren hatte.
Von Mai 2002 bis Mai 2007 war Arno Abler Bezirksparteiobmann der ÖVP im Bezirk Kufstein und dessen Spitzenkandidat bei der Landtagswahl 2003.
Ab September 2003 war er Abgeordneter zum Tiroler Landtag, wo er Mitglied im Finanzkontrollausschuss sowie im Ausschuss für Wirtschaft, Tourismus und Technologie war. Anfang 2008 gab er bekannt, bei der kommenden Landtagswahl nicht mehr zu kandidieren. Mit 1. Juli 2008 schied Arno Abler aus dem Tiroler Landtag aus.

## Ehrungen
Im Jahr 2023 wurde ihm für die Verdienste als Bürgermeister die Ehrenbürgerschaft der Stadt Wörgl verliehen.